# Detlef Surrey
Detlef Surrey (* 1955 in Rheinhessen) ist ein deutscher Comiczeichner und Illustrator.

## Werdegang
Detlef Surrey kam 1975 zum Studium der Politologie nach Berlin, ab 1979 begann er das Zeichnen von Comics und Cartoons. 1980 begann das Studium der Visuellen Kommunikation an der Hochschule der Künste Berlin. 1983 debütierte der Comicstrip Emil im Stadtmagazin Zitty und erschien auch in AKKU, der Jugendbeilage der WAZ. Thematisch spiegeln die Geschichten das Lebensgefühl der West-Berliner und westdeutschen Alternativ-, Öko- und Friedensbewegung. Gemeinsame Publikationen erfolgten mit Gerhard Seyfried, Johann „Hansi“ Kiefersauer, Peter Fuchs („Fuchsi“), Harald Juch, Peter Petri, Rolf Boyke und Tomas Bunk. 1986 erfolgte der Abschluss des Studiums als Diplom-Designer. Seit 1990 ist er als freier Illustrator tätig und seit 1988 in einer Ateliergemeinschaft mit Johann Kiefersauer.
2007 schuf er die Sympathiefigur Karlchen Adler für die Öffentlichkeitsarbeit des Deutschen Bundestages für Kinder im Grundschulalter. Mit der Figur entstanden erklärende Comicgeschichten (Karlchen Adler und die Wahlen, Karlchen Adler und die Gesetzgebung), sowie animierte Szenen für kuppelkucker.de, die Website des Deutschen Bundestages für Kinder. Seit 2012 ist Surrey Mitglied des Zeichner-Netzwerks Urban Sketchers Berlin.

## Veröffentlichungen (Auswahl)
- Kopf Hoch Kalender 1981–88, Selbstverlag und Leue Verlag Berlin. Karikaturen-Postkarten von Johann Kiefersauer, Peter Fuchs, Harald Juch, Peter Petri und Detlef Surrey
- Legal, illegal, scheißegal, VSA-Verlag, 1981, mit Peter Fuchs, Harald Juch, Peter Petri und Detlef Surrey
- Friede, Freude Eierkuchen, Semmel-Verlach 1982, mit Peter Fuchs, Harald Juch, Peter Petri, und Tomas Bunk und Detlef Surrey
- Irrwitz Comics, Weismann Verlag 1983,  Johann Kiefersauer, Gerhard Seyfried, Tomas Bunk, Wolfgang Stein und Detlef Surrey
- Emil – in flagranti, Leue Verlag Berlin, 1987
- Karlchen Adler und die Wahlen, Deutscher Bundestag 2009
- Karlchen Adler und die Gesetzgebung, Deutscher Bundestag 2011
- Berlin – The Wall revisited, Jaja Verlag 2019